# Вільям Бентсен
Вільям Бентсен (англ. William Bentsen, 18 лютого 1930 — 25 грудня 2020) — американський яхтсмен.
Олімпійський чемпіон 1972 року в класі Солінґ, бронзовий призер 1964 року в класі Летючий голандець.
Переможець Панамериканських ігор 1967 року в класі Летючий голандець.